# Procecidochares stonei
Procecidochares stonei är en tvåvingeart som beskrevs av Blanc och Foote 1961. Procecidochares stonei ingår i släktet Procecidochares och familjen borrflugor. Inga underarter finns listade i Catalogue of Life.